# Universitatea din Białystok
Universitatea din Białystok este o universitate cu sediul în Białystok, Polonia, înființată în anul 1997.

## Rectori
- Adam Jamróz (1997–2002)
- Marek Gębczyński (2002–2005)
- Jerzy Nikitorowicz (2005–2012)
- Leonard Etel (din 2012)

## Facultăți
- Facultatea de Biologie și Chimie
- Facultatea de Economie și Management
- Facultatea de Filologie
- Facultatea de Fizică
- Facultatea de Istorie și Sociologie
- Facultatea de Matematică și Informatică
- Facultatea de Pedagogie și Psihologie
- Facultățile de Drept
- Facultatea de Informatică și Economie din Vilnius

## Doctori Honoris Causa
- Jerzy Giedroyc
- Ryszard Kaczorowski
- Marcel Morabito
- Sawa (Hrycuniak)
- Andrzej Stelmachowski
- Andrzej Wyczański
- Edward Ozorowski
- Keiichi Yamanaka
- Brunon Hołyst
- Jerzy Wilkin

## Colaborări internaționale
Universitatea din Bialystok întreține relații de colaborare cu universități precum : 
- Universitatea din Grodno, Belarus
- Universitatea din Iaroslavl, Rusia
- Universitatea de stat din Belarus, Minsk
- Academia de Științe din Belarus
- Universitatea Concordia din Montréal, Canada
- Universitatea din Berna, Elveția

## Galerie

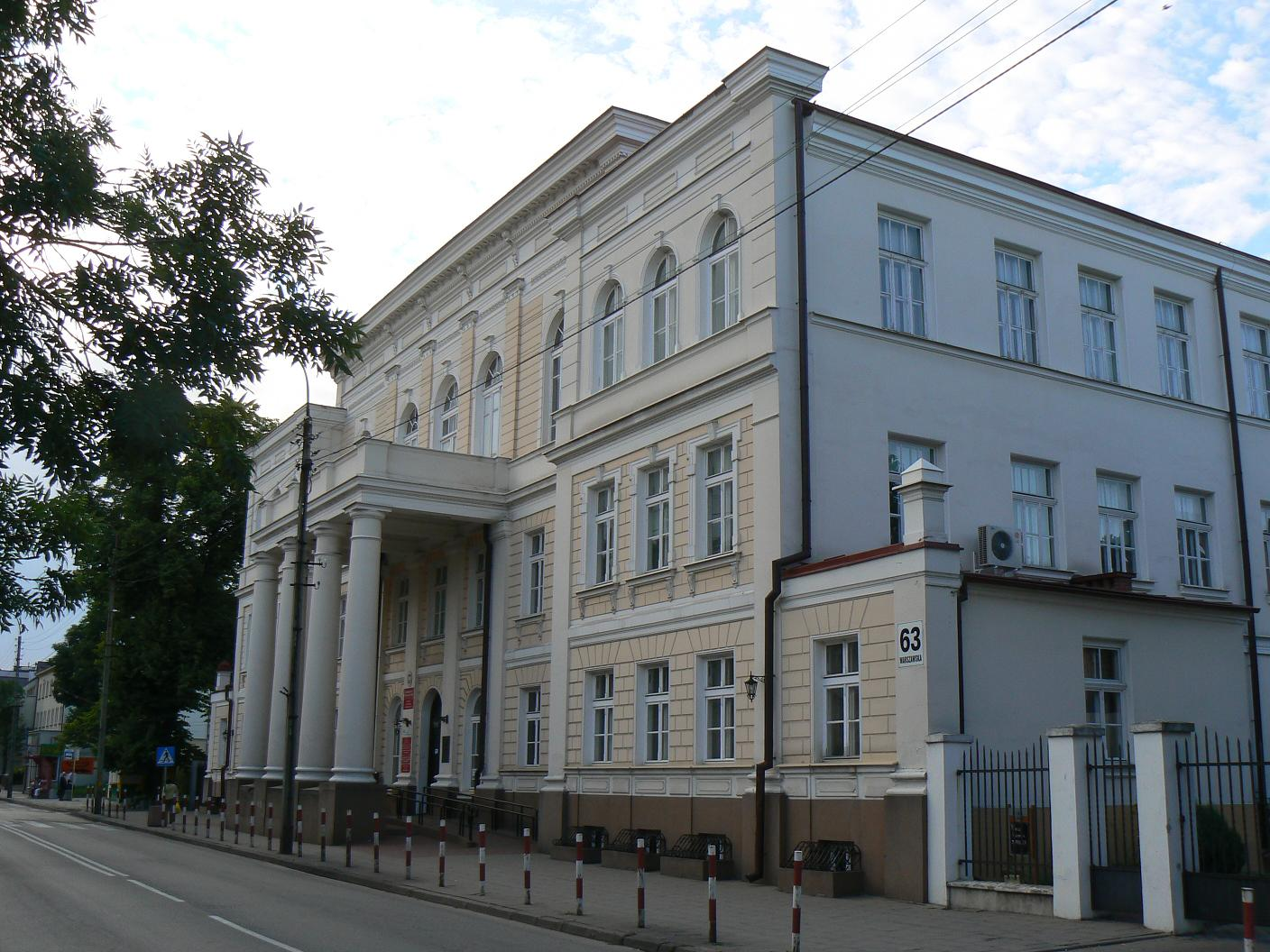
Facultatea de Economie și Management
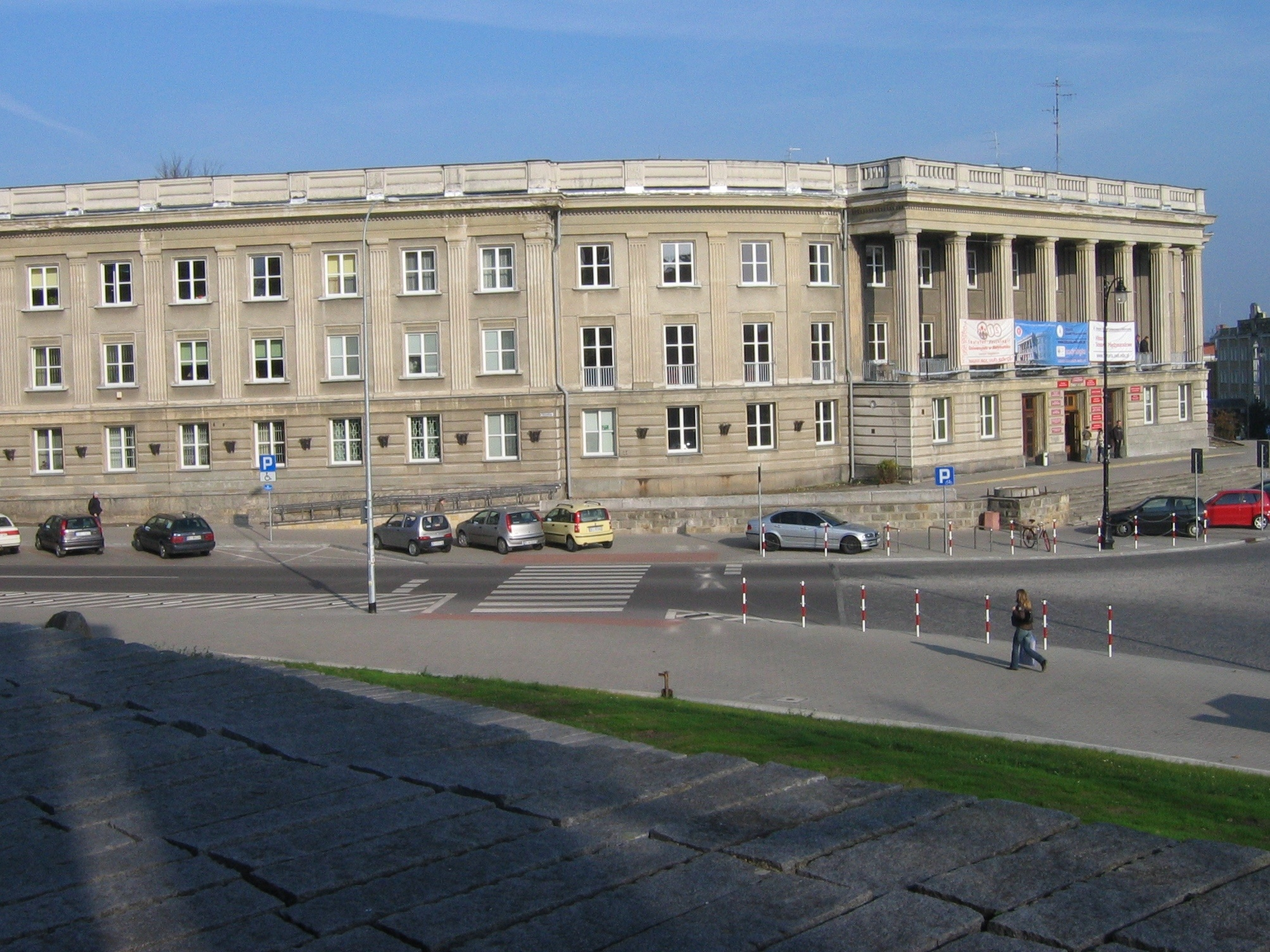
Blocul Facultății de Filologie și Facultății de Istorie și Sociologie
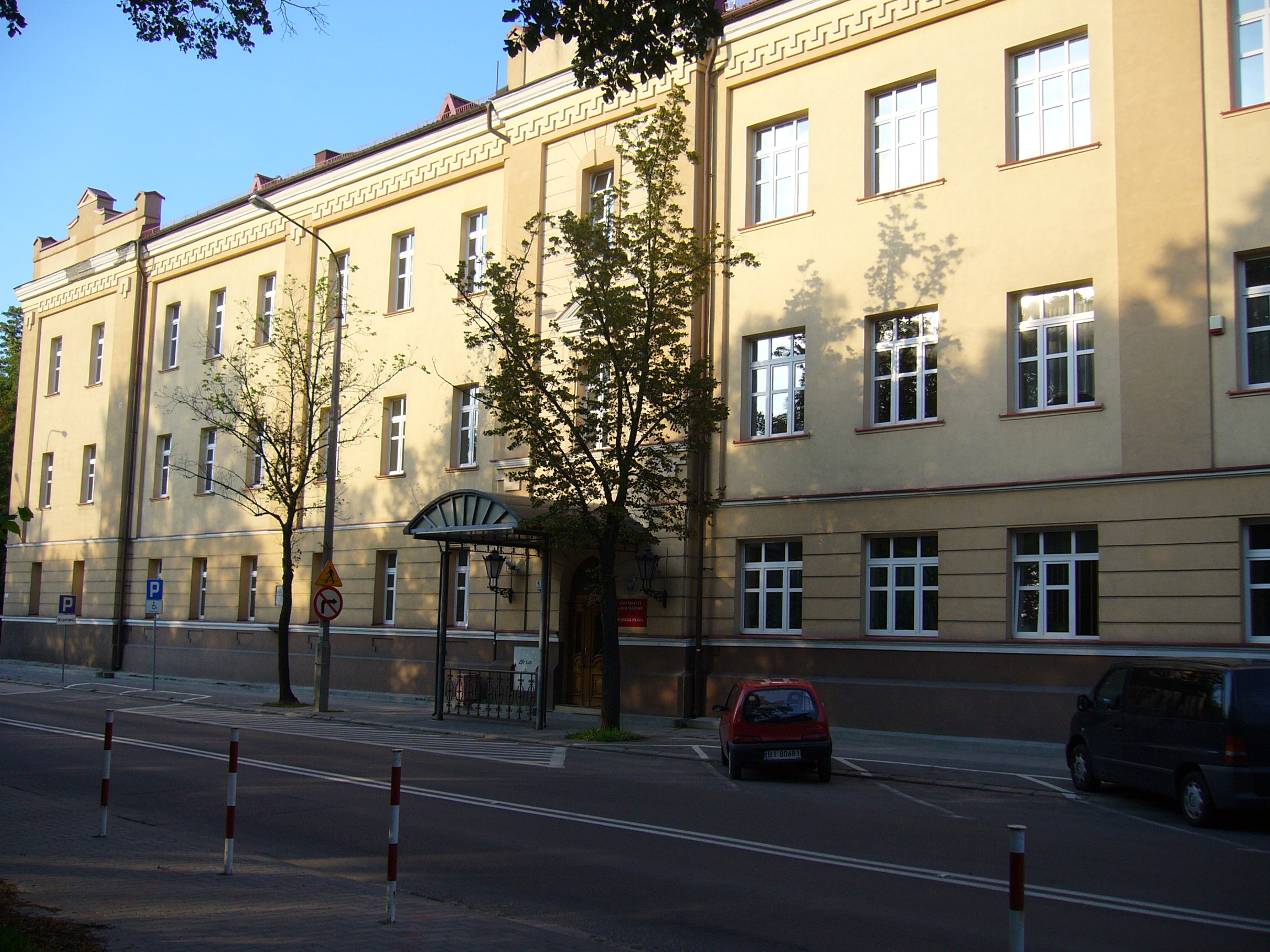
Facultatea de Drept
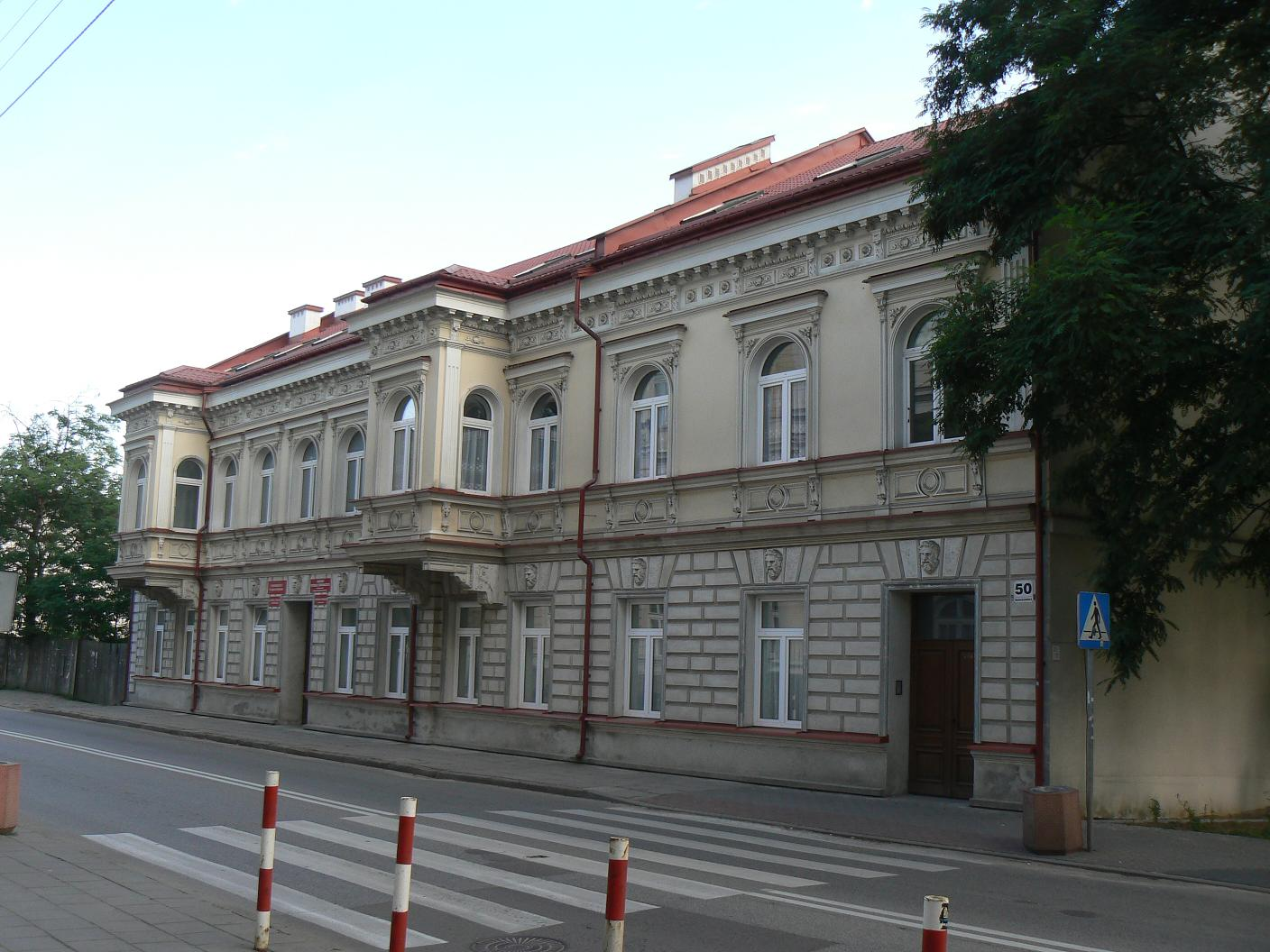
Catedra de Teologie Catolică
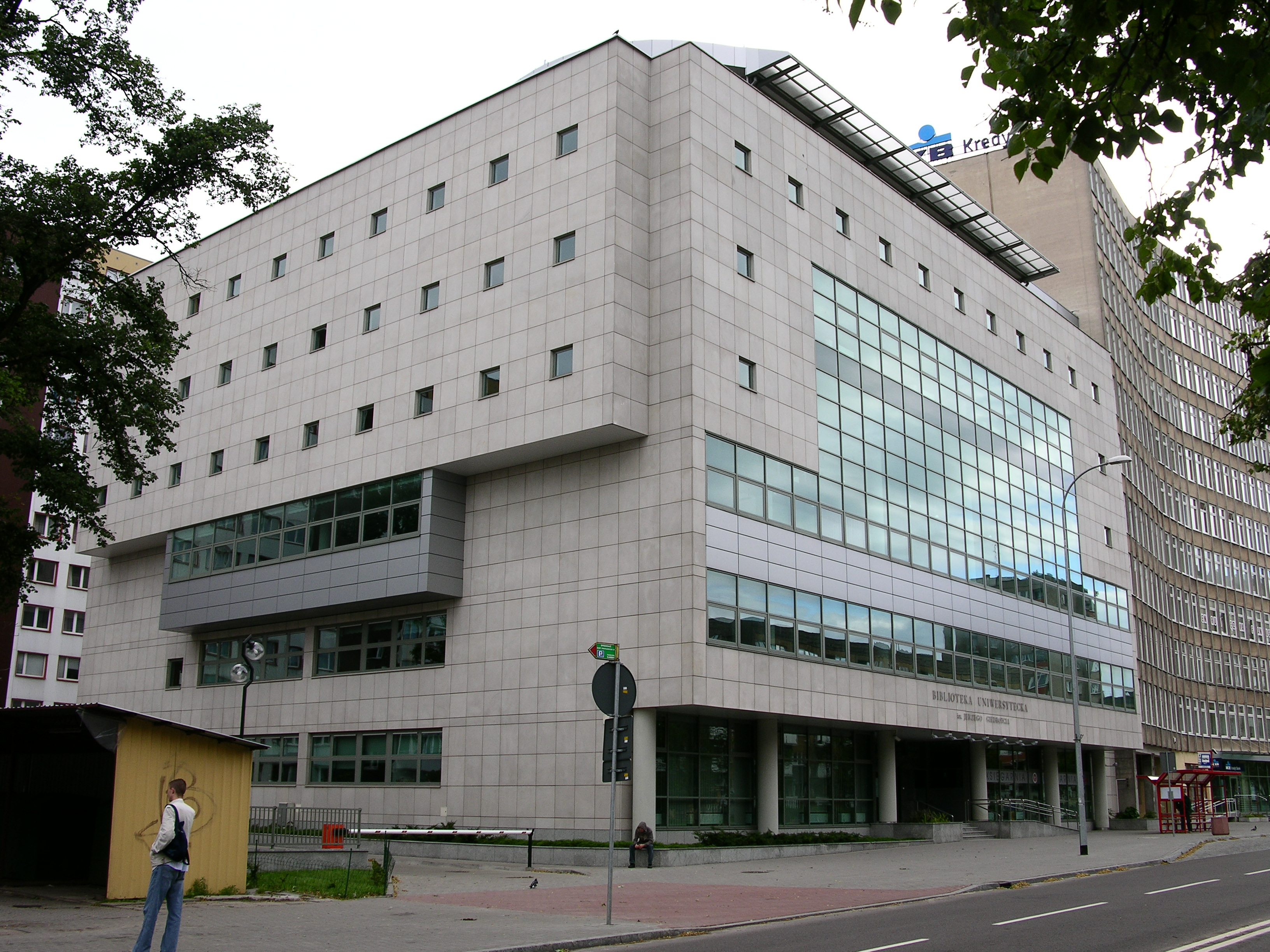
Biblioteca Universității